# Ogre Battle (canción)
«Ogre Battle» es una canción compuesta por Freddie Mercury, esta canción según Brian fue compuesta en guitarra. Es la sexta pista del disco Queen II, el segundo álbum realizado por la banda de rock inglesa Queen a comienzo de 1974.
Es una compleja canción caracterizada por poderosos riffs de guitarra, estructura compleja, buenas modulaciones armónicas, además incluye diversos efectos de sonido, como por ejemplo; música en reversa, gritos salvajes, y diversos efectos de platillos y de gong.
Esta canción abre el lado oscuro del disco, y es una de las obras más pesadas de Queen.
Otra cosa interesante de esta canción es que, junto con "The Fairy Feller's Master-Stroke" y "Nevermore" forma una especie de conexión, pues el sonido del gong al final de "Ogre Battle", continua decreciendo a principios de "The Fairy Feller's Master-Stroke", y el solo de piano de "The Fairy Feller's Master-Stroke" continúa a principios de "Nevermore".
A modo de introducción, John Petrucci de Dream Theater toca la intro de la canción para seguir con una canción de su autoría.

## Interpretaciones en directo
La canción fue interpretada en directo durante las giras Queen Tour, Queen II Tour, Sheer Heart Attack Tour, A Night At The Opera Tour, la Gira De Verano de 1976, A Day At The Races Tour, y una versión recortada fue interpretada en Filadelfia, el 23 de noviembre de 1977, como parte de la gira News Of The World Tour y siendo la última interpretación en vivo de la canción. Fue incluida en los álbumes en vivo de Live At The Rainbow '74 y A Night At The Odeon.